# L'amore e la chance
L'amore e la chance (La chance et l'amour) è un film a episodi di coproduzione francese e italiana di genere commedia del 1964, diretto da Claude Berri, Charles L. Bitsch, Éric Schlumberger, Bertrand Tavernier e Claude Chabrol.
Il film si articola in quattro episodi inframmezzati da quattro sketch di raccordo – questi ultimi tutti diretti da Claude Chabrol – con interviste a personalità famose o gente della strada, su quanto conti la fortuna, la casualità o la "chance" nei diversi aspetti della vita: l'amore, il gioco, il matrimonio e la guerra.

## Trama

### La fortuna si chiama Lucky
Philippe, il redattore di una rivista di moda, utilizza il nome della sua fidanzata, Lucky, per partecipare a un concorso che gli permetterebbe di aggiudicarsi una crociera intorno al mondo. Quando effettivamente la vince, per non far scoprire l'inganno – e scongiurare un sicuro licenziamento – è costretto a partire con tre donne: la fidanzata, la sua amica Lisa e Léa, la direttrice della rivista presso cui lavora.

### Il gioco della fortuna
Durante una partita di poker Alain, per ripicca verso Camille che lo ha ripagato con soldi falsi, vuole farlo credere un baro davanti a tutti. Ma costui riesce a vincere somme notevoli senza nessun aiuto o trucco; non solo, riuscirà anche a sfuggire a un attentato dinamitardo ordito da una banda di gangster rivali.

### I fidanzati della fortuna
Marc ed Hélène sono due giovani fidanzati prossimi al matrimonio ma il loro amore viene sconvolto dalla diceria che entrambi potrebbero essere in realtà fratello e sorella a causa delle rivelazioni del farmacista e vice sindaco del paese, ma alla fine la verità verrà a galla.

### La fortuna del guerriero
Durante la seconda guerra mondiale, un soldato francese, Dechamps, simula una rapina per evitare il deferimento alla corte marziale – e alla sicura condanna a morte – a causa della sottrazione del suo fucile. Quando i tedeschi circondano la cascina occupata dai francesi, il soldato si avvia serenamente verso la prigionia.

## Distribuzione
Il film ebbe il visto di censura n. 44.395 del 22 dicembre 1964 per una lunghezza di 2.840 metri. In Italia fu proiettato il 28 dicembre 1964, in Francia il 30 dicembre 1964 e in Germania Ovest il 30 ottobre 1964, con il titolo Schräger Charme und tolle Chancen.

## Home video
Pubblicato in videocassetta dalla Ricordi Video, risulta ancora inedito in DVD.